# Осокорівська сільська рада (Бобровицький район)
Осоко́рівська сільська́ ра́да — адміністративно-територіальна одиниця та орган місцевого самоврядування в Бобровицькому районі Чернігівської області. Адміністративний центр — село Осокорівка.

## Загальні відомості
- Населення ради: 516 осіб (станом на 2001 рік)

## Населені пункти
Сільській раді підпорядковані населені пункти:
- с. Осокорівка (270 осіб)
- с. Наумівка (246 осіб)

## Склад ради
Рада складається з 12 депутатів та голови.
- Голова ради: Шута Людмила Борисівна
- Секретар ради: Гурбич Людмила Михайлівна

### Керівний склад попередніх скликань
| Прізвище, ім'я, по батькові | Основні відомості                                                                       | Дата обрання | Дата звільнення |
| --------------------------- | --------------------------------------------------------------------------------------- | ------------ | --------------- |
| Шута Людмила Борисівна      | Сільський голова, 1958 року народження, освіта середня спеціальна, член Народної партії | 26.03.2006   | 31.10.2010      |
| Шута Людмила Борисівна      | Сільський голова, 1958 року народження, освіта середня спеціальна, член Партії регіонів | 31.10.2010   |                 |

Примітка: таблиця складена за даними сайту Верховної Ради України

### Депутати
За результатами місцевих виборів 2010 року депутатами ради стали:

#### За суб'єктами висування
| Суб'єкт висування           | Кількість обраних депутатів | %    |
| --------------------------- | --------------------------- | ---- |
| Самовисування               | 8                           | 66,7 |
| Партія регіонів             | 3                           | 25   |
| Комуністична партія України | 1                           | 8,3  |

#### За округами
| № округу                    | Прізвище, ім'я, по батькові        | Дата визнання обраним | Освіта  | Партійна приналежність                  | Відомості про обраного депутата                                     |
| --------------------------- | ---------------------------------- | --------------------- | ------- | --------------------------------------- | ------------------------------------------------------------------- |
| Комуністична партія України |                                    |                       |         |                                         |                                                                     |
| 2                           | Кладинога Оксана Анатоліївна       | 01.11.2010            | вища    | позапартійна                            | ТОВ «Троя», менеджер                                                |
| Партія регіонів             |                                    |                       |         |                                         |                                                                     |
| 5                           | Вовкогон Олексій Олексійович       | 01.11.2010            | середня | позапартійний                           | Осокорівський сільський клуб, завідувач                             |
| 8                           | Іванова Ганна Григорівна           | 01.11.2010            | вища    | позапартійна                            | приватний підприємець                                               |
| 12                          | Гурбич Людмила Михайлівна          | 01.11.2010            | вища    | позапартійна                            | Виконком Осокорівської сільської ради, секретар                     |
| Самовисування               |                                    |                       |         |                                         |                                                                     |
| 1                           | Коросташивець Людмила Павлівна     | 01.11.2010            | вища    | позапартійна                            | Осокорівська загальноосвітня школа І-ІІ ст., вчитель                |
| 3                           | Пластовець Микола Петрович         | 01.11.2010            | вища    | позапартійний                           | Фермерське Госп.одарство «Пластовець М. П.», голова                 |
| 4                           | Очеретяний Володимир Миколайович   | 01.11.2010            | вища    | позапартійний                           | приватний підприємець                                               |
| 6                           | Тарасовський Володимир Миколайович | 01.11.2010            | вища    | позапартійний                           | Дарницький вагоно-ремонтний завод, просочувальник електричних машин |
| 7                           | Шелест Олексій Григорович          | 01.11.2010            | середня | позапартійний                           | тимчасово не працює                                                 |
| 9                           | Зазимко Галина Миколаївна          | 01.11.2010            | вища    | позапартійна                            | Наумівський фельдшерсько-акушерський пункт, завідувачка             |
| 10                          | Іванов Ярослав Рудольфович         | 26.12.2010            | вища    | член Політичної партії «Сильна Україна» | приватний підприємець                                               |
| 11                          | Кулик Олександр Михайлович         | 01.11.2010            | вища    | позапартійний                           | журнал «Агробізнес України», позаштатний кореспондент               |